# Cava Manara
Cava Manara (La Càva in dialetto lomellino) è un comune italiano di 6 630 abitanti della provincia di Pavia in Lombardia. Si trova presso il Po, alta sul bordo del terrazzo alluvionale, non lontano dalla confluenza del Ticino, al confine tra la Lomellina e la piccola regione del Siccomario.

## Storia
Cava è nota fin dal XIII secolo, quando apparteneva al territorio soggetto a Pavia, incluso nella podesteria o squadra di Sommo, nella regione della Lomellina; amministrativamente però la squadra di Sommo era aggregata all'Oltrepò Pavese. Era allora detta Cava Taverna. Nel 1466 fu infeudata alla famiglia Eustachi di Pavia, passando attorno al 1650 ai marchesi Olevano, che terranno il feudo sino all'abolizione del feudalesimo nel 1797. Il territorio di Cava apparteneva allora alla Lomellina, ai confini con il Siccomario; nel 1707 esso passò con la Lomellina ai Savoia, mentre il Siccomario, con l'Oltrepò da cui dipendeva amministrativamente, restava allo Stato di Milano. Sotto i Savoia continuò a far parte della provincia di Lomellina, e dal 1859 fu incluso nella Provincia di Pavia. Nel 1863 prese il nuovo nome di Cava Manara in onore di Luciano Manara, che vi aveva combattuto nel 1849. Nel 1871 al comune di Cava Manara furono aggregati i soppressi comuni di Torre de' Torti e di Gerrechiozzo.
- Torre de' Torti (CC L266), di origini medievali, nel suo territorio fu rinvenuta una tomba di età longobarda[4], fece parte dello stesso feudo di Cava, appartenente agli Eustachi e poi agli Olevano. Divenne particolarmente nota nel XVIII secolo, poiché, situato com'era ai confini tra la Lomellina e il Siccomario, insieme ad altri tre piccoli centri (San Fedele e Travedo, frazioni di Sommo, e Campomaggiore, fraz. di Carbonara al Ticino), quando la Lomellina passò ai Savoia, l'Austria (padrona del Milanese) rifiutò di consegnare queste quattro terre, ritenendole parte del Siccomario. Per un certo tempo (1710-1738) dunque questa zona rimase senza padrone, divenendo un rifugio di malviventi. Solo dopo alcuni anni, grazie alla mediazione inglese, la questione fu risolta a vantaggio dei Savoia. Nel 1871 il comune fu aggregato a Cava Manara.
- Mezzana Corti ebbe una storia molto tormentata a causa del vicinanza del Po. Esso formava, all'inizio del XVIII secolo, un'ampia ansa a sud di Mezzana, fino a comprendere un tratto dell'attuale comune di Bressana Bottarone, e all'interno di essa sorgeva un grosso paese detto appunto Mezzana Corti, presso l'attuale Cascina Bella di Bressana; tale comune comprendeva anche Bottarone, oltre il Po. Verso la metà di quel secolo il Po tagliò l'ansa, e solo un breve territorio rimase a nord del Po; quando poi i confini amministrativi (1800) furono riportati sul Po, al comune di Mezzana Corti rimaneva solo una piccola parte del territorio originario, quello appunto rimasto a nord del Po. Qui si era andato nel frattempo sviluppando il nuovo paese. Esso rimase un comune solo fino al 1838, poi fu unito a Gerrechiozzo.

### Simboli
Lo stemma e il gonfalone sono stati concessi con decreto del presidente della Repubblica del 2 dicembre 1957.
Il gonfalone è un drappo troncato di rosso e di bianco.

## Società

### Evoluzione demografica
Abitanti censiti

## Infrastrutture e trasporti
Cava Manara è collegata con Pavia e con i comuni vicini da servizi di autobus svolti dalla società Autoguidovie.
Le stazioni ferroviarie più vicine al territorio comunale sono due:
- San Martino Siccomario-Cava Manara, situata sul confine tra i comuni di Cava Manara e San Martino Siccomario e posta sulle linee Milano-Genova e Pavia-Stradella;
- Cava-Carbonara, situata nel territorio del comune di Sommo e posta sulle linee Pavia-Vercelli e Pavia-Alessandria.

## Amministrazione
Il sindaco attuale è Silvia Montagna, eletta per la prima volta il 10 giugno 2024 con la lista civica "Lista Pini", in precedenza vicesindaco della giunta uscente, guidata dal sindaco Michele Pini.